# Jacques Linard

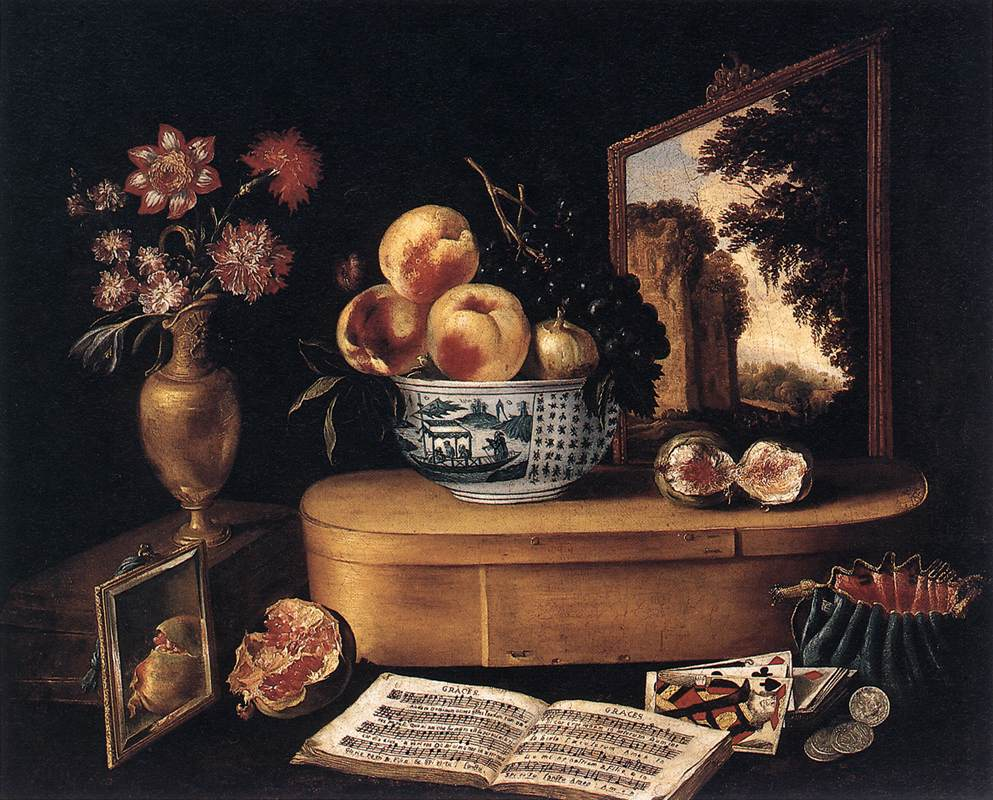
Jacques Linard: Die fünf Sinne (Les cinq sens), 1638, Öl auf Leinwand, 55 × 68 cm, Musée des Beaux-Arts, Strasbourg

Jacques Linard  (* 1597; † 1645) war ein französischer Maler. Besondere Bekanntheit erlangte Linard durch seine Stillleben.

## Leben
Linard wurde am 6. September 1597 in der Kirche Saint-Rémy von Troyes getauft. Sein Vater Jehan Linard war Maler, von dem allerdings kein Werk überliefert ist, seine Mutter hieß Anne Thays. Seine Schwester Anne heiratete Claude Baudesson.
Ihr Sohn Nicolas Baudesson war ebenfalls Stilllebenmaler. 1629 war Jacques Linard in Paris, dort bat er seine Familienmitglieder um die Genehmigung zur Heirat. Am 29. März 1626 unterzeichnete er einen Ehevertrag mit Marguerite Tréhoire, Tochter des Malers Romain Tréhoire. Am 17. Mai 1631 unterzeichneten Jacques Linard und Marguerite Tréhoire einen Vertrag zur gegenseitigen Schenkung (donation mutuelle), Linard wurde darin zum ersten Mal als Maler und Königskammerdiener bezeichnet (peintre et valet de chambre du roi), aber er konnte an diesem Dienst vor 1631 genannt werden.
Am 12. September 1645 wurde Jacques Linard in der Kirche St-Nicolas-des-Champs in Paris beerdigt.

## Werke
- Blumenstilleben, Leinwand, 57 × 42, Karlsruhe, Staatliche Kunsthalle, Unten unterzeichnet rechts J und verbundenes L. Gekauft im Jahre 1969 bei Händler Peter Nathan (Zürich) dank  des Toto Lotto Fonds von Baden-Württemberg, Inventar n° 2584.
- 1627, Allegorie der fünf Sinne, Leinwand, 105 × 155; Datiert und unterzeichnet rechts I LINARD 1627, Paris, Musée du Louvre, Magazin des Musée des Beaux-arts, Algier.
- 1629, Pflaumen und Birnen auf Zinnteller, Leinwand über Tafel, 43 × 56, Datiert, lokalisiert und unterzeichnet, links J. Linard à Paris 1629, Athen, Nationalgalerie, Inventar n° 245.
- 1638, Stillleben, Muscheln und Kasten, Tafel, 23 × 31, Datiert, lokalisiert und unterzeichnet im Zentrum : 1638 à Paris Is Linard, Zürich, Kunsthaus, Gekauft im Jahre 1999 dank einer Spende von Annette Bühler, Inventar n° 1999/7.
- 1638, Allegorie der fünf Sinne mit einer Landschaft, Leinwand, 55 × 68, Straßburg, Musée des Beaux-Arts, Gekauft im Jahre 1941 von Kurt Martin als Generalbevollmächtigter für die Museen im Elsass auch staatlicher Bevollmächtigter für die Sicherstellung von Kunstbesitz aus volks- und reichsfeindlichen Vermögen im Elsaß.[1]